# Freies Gymnasium Hannover
Das Freie Gymnasium Hannover in Hannover ist eine staatlich anerkannte Ersatzschule für Schüler der Klassen 5 bis 13.

## Lage
Die Schule befindet sich in einem ehemaligen Kasernengebäude der Bundeswehr im hannoverschen Stadtteil Bothfeld. In unmittelbarer Nachbarschaft und ebenfalls in den Gebäuden früherer Kasernen befinden sich die Freie Evangelische Schule Hannover und die Werkstattschule Hannover, zu der unter anderem eine Haupt- und Förderschule gehört.

## Geschichte
Das Freie Gymnasium war das erste in Hannover zugelassene Gymnasium in freier, nicht-kirchlicher Trägerschaft. Schulträger ist die Freies Gymnasium Hannover gemeinnützige GmbH. Die Schule wurde 1999 mit einem ersten siebten Jahrgang gegründet, der im Jahre 2005 das Abitur durchlaufen hat. Von 2004 bis 2011 wurde die Schule von Armin Bogdahn geleitet. Seit August 2013 gibt es auch die Primarschule FGH für die Schuljahrgänge 1–4, in der die Schüler in jahrgangsübergreifenden Klassen nach der Montessoripädagogik unterrichtet werden.

## Beschreibung
Noch vor der offiziellen Abschaffung der Orientierungsstufe in Niedersachsen durfte das Freie Gymnasium 2003 auch in die Jahrgänge fünf und sechs aufnehmen. Somit hat das Freie Gymnasium nunmehr neun einzelne Jahrgangsklassen mit insgesamt etwa 150 Schülern. Die durchschnittliche Schülerzahl liegt bei 24 Schülern pro Klasse. Die Schuleinrichtung ist eine Ganztagsschule. Für den Besuch wird einkommensabhängig Schulgeld erhoben.
Bei den verschiedenen Standardleistungstests, zuletzt beim Zentralabitur und im Jahr 2008 bei der Mathematik-Vergleichsarbeit in Klasse acht, schnitt das Freie Gymnasium überdurchschnittlich ab.